# Лиелдиджс, Улдис
У́лдис Ли́елдиджс (латыш. Uldis Lieldidžs; 24 апреля 1933, Рига — 29 января 2019, Рига) — советский и латвийский актёр театра и кино.

## Биография
Родился 24 апреля 1933 года в Риге, в рабочей семье.
Окончил Первую Рижскую среднюю школу (1951) и театральный факультет Латвийской государственной консерватории (1956). Учился на физико-математическом факультете Цесисского государственного педагогического института (1951—1952).
После окончания учёбы был принят в труппу Государственного академического Художественного театра им. Я. Райниса («Дайлес», 1956—1972). В 1973—1993 годах — артист Латвийской государственной филармонии. Принимал участие в постановке и выступал с большими концертными программами: «Мужчина в расцвете сил» Зигмунда Скуиня, «Мысли и сердце» по книге воспоминаний Николая Амосова и с поэтической композицией по произведениям Скайдрите Калдупе.
В кино дебютировал в главной роли в фильме режиссёра Леонида Лукова «К новому берегу» (1955) — экранизации романа Вилиса Лациса. Был одним из самых востребованных латвийских актёров в СССР. Снимался на Рижской киностудии, на киностудиях «Мосфильм», «Беларусьфильм», «Молдова-фильм» и многих других.
Был женат на балетной актрисе Майе Лиелдидже.

## Награды
Вторая премия VIII ВКФ в Кишинёве (1975 — за участие в фильме «Следую своим курсом»).

## Театральные работы
Государственный академический Художественный театр им. Я. Райниса
- 1956 — «Играй, танцуй» Райниса — Земгус
- 1957 — «Когда мы женаты?» Дж. Б. Пристли — Джеральд Форбс
- 1958 — «Девушка Нормунда» Гунара Приеде — Нормунд
- 1958 — «Добрый человек из Сычуани» Бертольта Брехта — Ян Сун
- 1959 — «Гамлет» Уильяма Шекспира — Горацио
- 1959 — «Юстина» Хеллы Вуолийоки — Олав
- 1960 — «Первый бал Вики» Гунара Приеде — Имантс
- 1960 — «Война и мир» по роману Л. Н. Толстого — Долохов
- 1961 — «Каса маре» Иона Друцэ — Павелаке
- 1962 — «Илья Муромец» Райниса — Илья Муромец
- 1962 — «Мирабо» Андрея Упита — Мирабо
- 1963 — «В огне» Рудольфа Блауманиса — Мевенштерн
- 1963 — «Дон Жуан» Леси Украинки — Командор
- 1964 — «Тополёк мой в красной косынке» Чингиза Айтматова — Байтемир
- 1964 — «Оптимистическая трагедия» Всеволода Вишневского — Вайнонен
- 1964 — «До последней черты» Б. Саулиша — Эвалд Стурис
- 1968 — «Много шума из ничего» Уильяма Шекспира — Дон Педро
- 1968 — «Шесть маленьких барабанщиков» Адольфа Алунана — Звайзгнитис
- 1970 — «Праздник в Скангале» Е. Вульфа — Фрицис Годиньш
- 1971 — «Индулис и Ария» Райниса — Индулис
- 1972 — «Просто единожды один» Гунара Приеде — Эдмунд
- 1972 — «Ричард III» Уильяма Шекспира — граф Ричмонд

## Фильмография
| Год  |   | Название                                        | Роль                               |
| ---- | - | ----------------------------------------------- | ---------------------------------- |
| 1955 | ф | К новому берегу                                 | Айвар Лидум                        |
| 1959 | ф | Илзе                                            | Хуго                               |
| 1965 | ф | Заговор послов                                  | Имя персонажа не указано           |
| 1967 | ф | Война под крышами                               | Сырокваш                           |
| 1968 | ф | Далеко на западе                                | Бамлер                             |
| 1969 | ф | Посол Советского Союза                          | немецкий офицер                    |
| 1970 | ф | Руины стреляют…                                 | Бушман                             |
| 1970 | ф | Поезд в завтрашний день                         | Берзиньш                           |
| 1970 | ф | О друзьях-товарищах                             | Амплий Петерс                      |
| 1970 | ф | Насыпь                                          | эпизод                             |
| 1971 | ф | Тростниковый лес                                | Лаува                              |
| 1971 | ф | Седьмое небо                                    | Штайнер                            |
| 1971 | ф | Свеаборг                                        | Лайнинг                            |
| 1971 | ф | Пятнадцатая весна                               | немецкий офицер                    |
| 1971 | ф | Мировой парень                                  | Дель Рио                           |
| 1972 | ф | Схватка                                         | Коблер                             |
| 1972 | ф | Пётр Рябинкин                                   | немецкий снайпер                   |
| 1972 | ф | Зимородок                                       | немецкий майор                     |
| 1972 | ф | Петерс                                          | Кроми                              |
| 1972 | ф | Вашингтонский корреспондент                     | лейтенант Килмарнок                |
| 1972 | ф | Завтра будет поздно                             | Курт                               |
| 1973 | ф | Высокое звание. Я, Шаповалов Т. П.              | Имя персонажа не указано           |
| 1973 | ф | Подарок одинокой женщине                        | официальное лицо                   |
| 1973 | ф | Чинара                                          | Карлос Медино                      |
| 1973 | ф | И на Тихом океане…                              | немецкий советник                  |
| 1973 | ф | Олег и Айна                                     | директор завода                    |
| 1974 | ф | Следую своим курсом                             | Ельцов                             |
| 1974 | ф | Пламя                                           | Карлыч                             |
| 1974 | ф | Небо со мной                                    | Дитмар                             |
| 1974 | ф | Если хочешь быть счастливым                     | Имя персонажа не указано           |
| 1974 | ф | Высокое звание. Ради жизни на земле             | эпизод                             |
| 1975 | ф | Время-не-ждёт                                   | клерк фирмы Элама Харниша          |
| 1976 | ф | Легенда о Тиле                                  | граф Эгмонт                        |
| 1977 | ф | Диалог                                          | Фриц                               |
| 1978 | ф | Право первой подписи                            | президент компании «Дженерал Ойл»  |
| 1978 | ф | Отряд особого назначения                        | Келлер                             |
| 1978 | ф | Крепость                                        | Карел Сливка                       |
| 1979 | ф | Погоня в степи                                  | Имя персонажа не указано           |
| 1980 | ф | Долгая дорога в дюнах                           | Биллинг                            |
| 1980 | ф | Через тернии к звёздам                          | Сергей Лебедев                     |
| 1980 | ф | От Буга до Вислы                                | Мозер                              |
| 1980 | ф | Испанский вариант                               | Уго Лерст                          |
| 1980 | ф | Братья Рико                                     | шериф Уилл                         |
| 1981 | ф | Я — Хортица                                     | немецкий полковник                 |
| 1981 | ф | Фронт в тылу врага                              | Милевский                          |
| 1981 | ф | Они были актёрами                               | Ганс фон Вине                      |
| 1981 | ф | Игра без козырей                                | Ракаускас                          |
| 1981 | ф | Государственная граница. Мирное лето 21-го года | Дмитрий Иванович                   |
| 1982 | ф | Где-то плачет иволга…                           | инженер                            |
| 1983 | ф | У опасной черты                                 | Рейнгардт Хейдеманн                |
| 1983 | ф | Тревожный вылет                                 | Тойво Хюппенен                     |
| 1983 | ф | Ворота в небо                                   | майор Шиллер                       |
| 1984 | ф | Две версии одного столкновения                  | Мэтчем                             |
| 1984 | ф | Без права на провал                             | немецкий офицер-строитель          |
| 1985 | ф | Друзей не выбирают                              | Илларион Борисович                 |
| 1985 | ф | О возвращении забыть                            | Дёниц                              |
| 1985 | ф | Двойной капкан                                  | Брук                               |
| 1985 | ф | Багратион                                       | Михаил Богданович Барклай-де-Толли |
| 1986 | ф | Лермонтов                                       | Александр Христофорович Бенкендорф |
| 1986 | ф | Гонка века                                      | Найджел Тетли                      |
| 1986 | ф | Без срока давности                              | Вильямс-старший                    |
| 1987 | ф | Отряд специального назначения                   | Краузе                             |
| 1987 | ф | На исходе ночи                                  | Вилли                              |
| 1996 | ф | Анна                                            | Кучер                              |
| 2000 | ф | Мистерия старой управы                          | бомж                               |
| 2004 | с | Красная капелла                                 | профессор-дешифровальшик           |